# Zaretjnyj

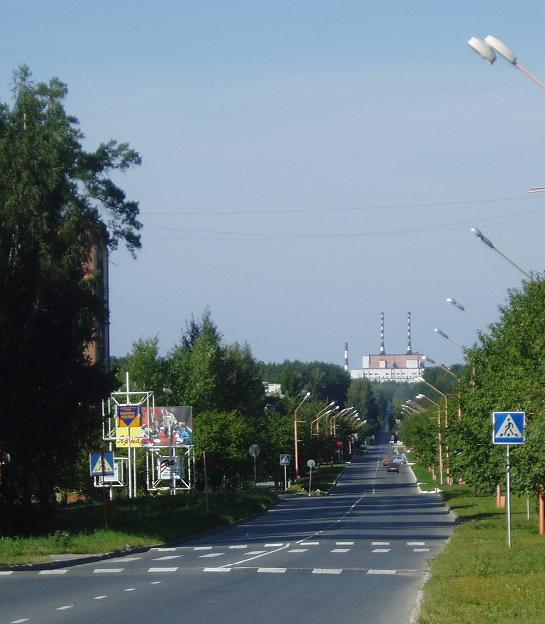
Gata i Zaretjnyj.

Zaretjnyj (ryska Заречный) är en stad i Ryssland. Zaretjnyj ligger i Sverdlovsk Oblast vid floden Pysjma, öster om Jekaterinburg. Folkmängden uppgick till 27 619 invånare i början av 2015, med totalt 31 155 invånare inklusive omgivande landsbygd som administreras av staden.